# Келвин-парк
Келвин-парк (англ. Kelvyn Park) — общественный городской парк, расположенный по адресу 4438 Райтвуд-авеню (англ. W. Wrightwood Avenue) в общественной зоне Хермоса, район Норт-Сайде города Чикаго, штат Иллинойс, США. Келвин-парк основан в 1911 году и является частью старейшего и крупнейшего в финансовом отношении Управления парками Чикаго.

## История

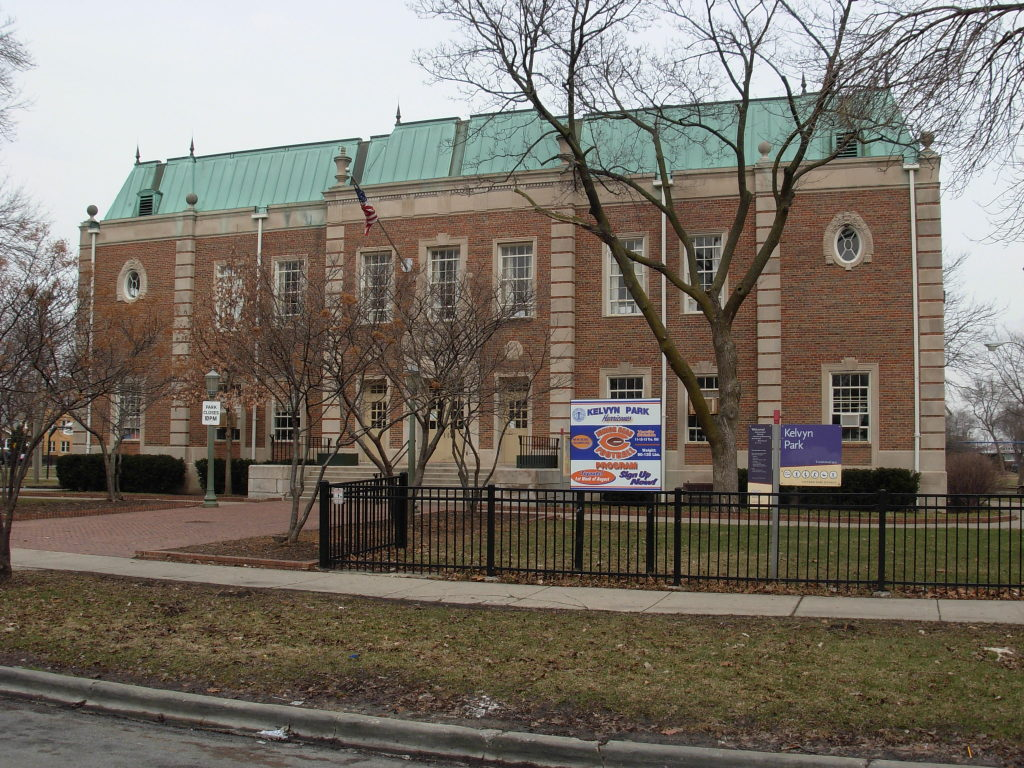
Филдхаус

Келвин-парк был основан в 1911 году в честь выдающегося британского математика и физика — Уильяма Томсона, барона Келвина. В 1928 году в Келвин-парке был построен двухэтажный кирпичный филдхаус (полевой дом) по проекту архитектора Уолтера Альшлагера.
В 1934 году Келвин-парк перешёл в Управление парками Чикаго, когда все 22 независимые парковые комиссии Чикаго были объединены в одно агентство.

## Описание
Рельеф парка ровный, высота над уровнем моря — 184 метра.
На территории жилого района сообщества Келвин-Парк, помимо одноимённого парка, в Хермосе расположена государственная средняя школа Келвин-Парк, открытая в 1933 году, она находится в ведении округа государственных школ Чикаго.
На территории Келвин-парка расположено здание филдхауса (полевого дома), севернее — одно поле с искусственным покрытием для футбола и зона с двумя полями для большого тенниса.
Часы посещения парка — с 6:00 до 21:30 все дни недели, филдхауса — с 8:30 до 20:00 в рабочие дни. Также местными жителями организован выгул домашних питомцев в парке.